# Île de Muharraq
L’île de Muharraq en arabe جزيرة المحرق, est une île de Bahreïn située dans le golfe de Bahreïn, dans le golfe Persique.
Située au nord-est de l'île Principale, elle est la deuxième île bahreïnie par sa superficie après cette dernière, à laquelle elle est reliée par deux ponts (Pont Sheikh Hamad et Pont Sheikh Khalifa) et une chaussée (Chaussée Sheikh Isa bin Salman). L'île a une superficie de 50 km2.
Sa ville principale, Muharraq, dont l'île porte le nom, se trouve sur sa côte ouest. Elle fut capitale du royaume jusqu'en 1923.  
Aujourd'hui l'île accueille l'Aéroport international de Bahreïn qui dessert la capitale actuelle, Manama. 